# L'Abidjanaise
L'Abidjanaise (Canzone di Abidjan) è l'inno nazionale della Costa d'Avorio. È stato adottato nel 1960 ed è rimasto invariato, anche se la capitale non è più Abidjan.
Mathieu Ekra, Joachim Bony, e Pierre Marie Coty hanno scritto il testo dell'inno. Coty ha anche composto la musica con la collaborazione di Pierre Michel Pango.
Testo in francese
Salut ô terre d'espérance;
Pays de l'hospitalité.
Tes légions remplies de vaillance
Ont relevé ta dignité.
Tes fils, chère Côte d'Ivoire,
Fiers artisans de ta grandeur,
Tous rassemblés pour ta gloire
Te bâtiront dans le bonheur.
Fiers Ivoiriens, le pays nous appelle.
Si nous avons dans la paix ramené la liberté,
Notre devoir sera d'être un modèle
De l'espérance promise à l'humanité,
En forgeant, unie dans la foi nouvelle,
La patrie de la vraie fraternité.
Traduzione
Salve, O Terra di speranza;
Paese dell'ospitalità.
Le tue legioni piene di coraggio
Hanno ristorato la tua dignità.
I tuoi figli, cara Costa d'Avorio,
Fieri artefici della tua grandezza,
Tutti uniti per la tua gloria,
Ti costruiranno nella tua felicità.
Fieri Ivoriani, il paese ci chiama.
Se abbiamo riportato in pace la libertà,
Nostro dovere dovrà essere d'esempio
Della speranza promessa all'umanità,
Forgiando, unita nella nuova fede,
La patria della vera fraternità.